# Money, Sex and Power
Money, Sex and Power je nejnovější a v pořadí třetí album skupiny Kissin' Dynamite.

## Seznam skladeb
1. Money, Sex & Power – 4:34
2. I Will Be King – 4:06
3. Operation Supernova – 3:47
4. Sex Is War – 3:47
5. Club 27 – 4:30
6. Dinosaurs Are Still Alive – 4:03
7. She’s A Killer – 3:46
8. Sleaze Deluxe – 3:05
9. Ego-Shooter – 3:56
10. Six Feet Under – 3:43

## Sestava
- Johannes Braun – zpěv
- Ande Braun – elektrická kytara
- Jim Müller – elektrická kytara
- Steffen Haile – basová kytara
- Andi Schnitzer – bicí